# Helicina (geslacht)
Helicina is een geslacht van weekdieren uit de klasse van de Gastropoda (slakken).